# Bouffignereux
Bouffignereux és un municipi francès situat al departament de l'Aisne i a la regió dels Alts de França. L'any 2007 tenia 109 habitants.

## Demografia

### Població
El 2007 la població de fet de Bouffignereux era de 109 persones. Hi havia 42 famílies de les quals 8 eren unipersonals (4 homes vivint sols i 4 dones vivint soles), 17 parelles sense fills i 17 parelles amb fills.
La població ha evolucionat segons el següent gràfic:
Habitants censats

### Habitatges
El 2007 hi havia 48 habitatges, 44 eren l'habitatge principal de la família, 4 eren segones residències i 1 estava desocupat. Tots els 47 habitatges eren cases. Dels 44 habitatges principals, 40 estaven ocupats pels seus propietaris, 1 estava llogat i ocupat pels llogaters i 2 estaven cedits a títol gratuït; 5 tenien tres cambres, 7 en tenien quatre i 31 en tenien cinc o més. 37 habitatges disposaven pel capbaix d'una plaça de pàrquing. A 17 habitatges hi havia un automòbil i a 25 n'hi havia dos o més.

### Piràmide de població
La piràmide de població per edats i sexe el 2009 era:
| Homes | Edats   | Dones |
| ----- | ------- | ----- |
| 0     | 95 o +  | 0     |
| 0     | 90 a 94 | 0     |
| 0     | 85 a 89 | 0     |
| 0     | 80 a 84 | 0     |
| 0     | 75 a 79 | 0     |
| 0     | 70 a 74 | 0     |
| 4     | 65 a 69 | 0     |
| 4     | 60 a 64 | 4     |
| 4     | 55 a 59 | 4     |
| 8     | 50 a 54 | 8     |
| 0     | 45 a 49 | 0     |
| 8     | 40 a 44 | 4     |
| 12    | 35 a 39 | 4     |
| 4     | 30 a 34 | 4     |
| 0     | 25 a 29 | 8     |
| 0     | 20 a 24 | 0     |
| 4     | 15 a 19 | 4     |
| 0     | 10 a 14 | 0     |
| 0     | 5 a 9   | 4     |
| 8     | 0 a 4   | 0     |

## Economia
El 2007 la població en edat de treballar era de 66 persones, 51 eren actives i 15 eren inactives. De les 51 persones actives 49 estaven ocupades (24 homes i 25 dones) i 2 estaven aturades (2 homes). De les 15 persones inactives 6 estaven jubilades, 6 estaven estudiant i 3 estaven classificades com a «altres inactius».
Activitats econòmiques
Dels 3 establiments que hi havia el 2007, 1 era d'una empresa d'hostatgeria i restauració, 1 d'una empresa de serveis i 1 d'una entitat de l'administració pública.

## Poblacions properes
El següent diagrama mostra les poblacions més properes.